# 故鄉 (早安少女組。單曲)
「故鄉」（ふるさと）是日本的女子偶像組合「早安少女組。」的第6张单曲。於1999年7月14日由zetima发售。

## 概要
- 主打歌《故鄉》一曲完全由安倍夏美獨唱，其餘成員為合唱，該影片安排成員和其母親交談，成員的母親在拍攝時皆以背面對著鏡頭，並公開成員們幼時的照片。
- 此單曲有2個版本，分別有「8cm盤」和「12cm盤」。「12cm盤」收錄了「故鄉 (Early Vocal Version)」
- 在7月26日於公信榜單曲週排行榜取得第5位。

## 收錄内容

### CD

#### 8cm盤
1. 故鄉
（作詞･作曲：淳君　編曲：小西貴雄）
2. 不要忘記（忘れらんない）
（作詞･作曲：淳君　編曲：小西貴雄&下町兄弟）
3. 故鄉 (Instrumental)

#### 12cm盤
1. 故鄉
2. 不要忘記
3. 故鄉 (Instrumental)
4. 故鄉 (Early Vocal Version)